# Klay Thompson
Klay Alexander Thompson (Los Ángeles, California, 8 de febrero de 1990) es un jugador de baloncesto estadounidense que pertenece a la plantilla de los Dallas Mavericks de la NBA. Con 1,96 metros de estatura juega en la posición de escolta.

## Trayectoria deportiva

### Universidad
Jugó durante tres temporadas con los Cougars de la Universidad Estatal de Washington, en las que promedió 17,9 puntos, 4,8 rebotes y 2,7 asistencias por partido. En su primera temporada fue titular desde el primer partido, logrando un doble-doble en la sexta jornada ante Mississippi State, con 19 puntos y 10 rebotes. Lideró a su equipo en porcentaje de tiros libres y tiros de 3, siendo elegido mejor sexto hombre de la Pacific-10 Conference y en el mejor quinteto freshman.
Al año siguiente comenzó la temporada siendo el mejor jugador del torneo Great Alaska Shootout, batiendo el récord del mismo al conseguir 43 puntos en un partido ante San Diego. Logró anotar 20 o más puntos en 18 partidos de la temporada regular, siendo elegido en el mejor quinteto de la Pac-10.
En la que iba a ser su última temporada lideró su conferencia en anotación, acabando en el puesto 11 a nivel nacional, tras promediar 21,6 puntos por partido, siendo elegido por segundo año consecutivo en el mejor quinteto de la conferencia. Acabó la temporada batiendo el récord histórico de anotación de los Cougars, con 733 puntos, renunciando posteriormente a su última temporada de universitario para entrar en el draft de la NBA.

#### Estadísticas
| Año     | Equipo           | PJ | PT | MPP  | %TC  | %3P  | %TL  | RPP | APP | ROB | TPP | PPP  |
| ------- | ---------------- | -- | -- | ---- | ---- | ---- | ---- | --- | --- | --- | --- | ---- |
| 2008–09 | Washington State | 33 | 33 | 33.1 | .421 | .412 | .903 | 4.2 | 1.9 | .9  | .6  | 12.5 |
| 2009–10 | Washington State | 31 | 30 | 35.4 | .412 | .364 | .801 | 5.1 | 2.3 | 1.4 | .7  | 19.6 |
| 2010–11 | Washington State | 34 | 33 | 34.7 | .436 | .398 | .838 | 5.2 | 3.7 | 1.6 | .9  | 21.6 |
| Total   | Total            | 98 | 96 | 34.4 | .424 | .390 | .827 | 4.8 | 2.6 | 1.3 | .7  | 17.9 |

### Profesional

#### Golden State Warriors (2011-2024)
Fue elegido en la undécima posición del Draft de la NBA de 2011 por Golden State Warriors.
El 31 de octubre de 2014, días después de que comenzara su cuarta temporada en la liga, los Golden State Warriors y el jugador llegaron a un acuerdo de renovación por el máximo salarial, gracias al cual Thompson cobrará un total de 70 millones de dólares, a repartir entre las temporadas 2015/16-2018/19.
Durante la primera semana de la temporada 2014-15, recién acordada su renovación, consiguió su primer galardón de Jugador de la Semana por la Conferencia Oeste.
Posee el récord de puntos anotados en un solo cuarto, con 37. Lo logró el 23 de enero de 2015, en el tercer cuarto contra Sacramento Kings; anotó 9 triples (récord también en un único cuarto), 4 canastas de dos puntos y dos tiros libres, todo ello sin fallo, y durante el transcurso de 9'40 minutos reales, pues la primera canasta llegó después de más de dos minutos de juego. Terminó el partido con 52 puntos anotados.
Esa temporada fue Campeón de la NBA por primera vez en su carrera al derrotar a los Cleveland Cavaliers de LeBron James (4-2) en las Finales
Al año siguiente, el 5 de diciembre de 2016, Klay logró anotar 60 puntos en solo 29 minutos, la que es la máxima anotación de su carrera. Se convirtió en el primer jugador en la historia de la NBA en lograr 60 puntos en menos de 30 minutos de juego.
En el All-Star Game de la NBA 2016 ganó el concurso de triples, imponiéndose sobre su compañero de los Warriors Stephen Curry.
Fue de nuevo campeón frente a los Cavs en las Finales de 2017 y 2018.
Durante el sexto partido de las finales de la NBA 2019, al intentar realizar un mate a 2:22 para el final del tercer cuarto, recibió una falta de Danny Green que le impidió terminar el partido. Posteriormente, se confirmó que había sufrido una rotura del ligamento cruzado anterior en la rodilla izquierda, por lo que sería operado y se perdería toda la temporada 2019-20.
El 19 de noviembre de 2020, se anunció que Thompson se perdería también toda la temporada 2020-21 debido a una lesión en el tendón de Aquiles, sufrida el día anterior durante un entrenamiento personal.
De cara a la 2021-22, en diciembre de 2021, fue asignado a los Santa Cruz Warriors, el filial de la NBA G League, para disputar algunos encuentros de preparación previos a su retorno a la NBA. Aunque no llegó a debutar en partido oficial con el filial.
Regresaría el 9 de enero de 2022 ante Cleveland Cavaliers, 941 días después de su último partido, anotando 17 puntos. El 12 de marzo ante Milwaukee Bucks anota 38 puntos. El 10 de abril ante New Orleans Pelicans anota 41 puntos. El 16 de junio se proclama campeón de la NBA por cuarta vez en su carrera, tras vencer a los Celtics en la Final (4-2).
Al comienzo de su decimosegunda temporada con los Warriors, el 20 de noviembre de 2022 ante Houston Rockets, anota 41 puntos, incluyendo 10 triples. El 2 de enero de 2023 anota 54 puntos ante Atlanta Hawks. El 6 de febrero, ante Oklahoma City Thunder, consigue 42 puntos, incluyendo 12 triples. Repite ante Houston Rockets el 24 de febrero con otros 42 puntos y 12 triples, siendo la anotación más alta de un jugador sin anotar ninguna canasta de dos puntos. El 9 de abril, tras el último encuentro de temporada regular, alcanza los 301 triples, siendo el tercer jugador en alcanzar esa cifra en una temporada (junto a Stephen Curry y James Harden), y convirtiéndose en el máximo anotador de triples ese año.
Al término de la fase regular de la temporada 2023-24 finaliza con el mejor porcentaje de acierto de tiros libres de la liga (92,7%).

#### Dallas Mavericks (2024-presente)
Tras trece temporadas con los Warriors, el 1 de julio de 2024, firma por tres temporadas y $50 millones con Dallas Mavericks. Debuta con los Mavs el 24 de octubre ante San Antonio Spurs anotando 22 puntos. Su mejor encuentro de la temporada fue precisamente ante los Warriros el 15 de diciembre donde anotó 29 puntos ante su exequipo. El 25 de diciembre supera los 2560 triples de Reggie Miller colocándose como el quinto máximo triplista de la historia de la NBA.

### Selección nacional

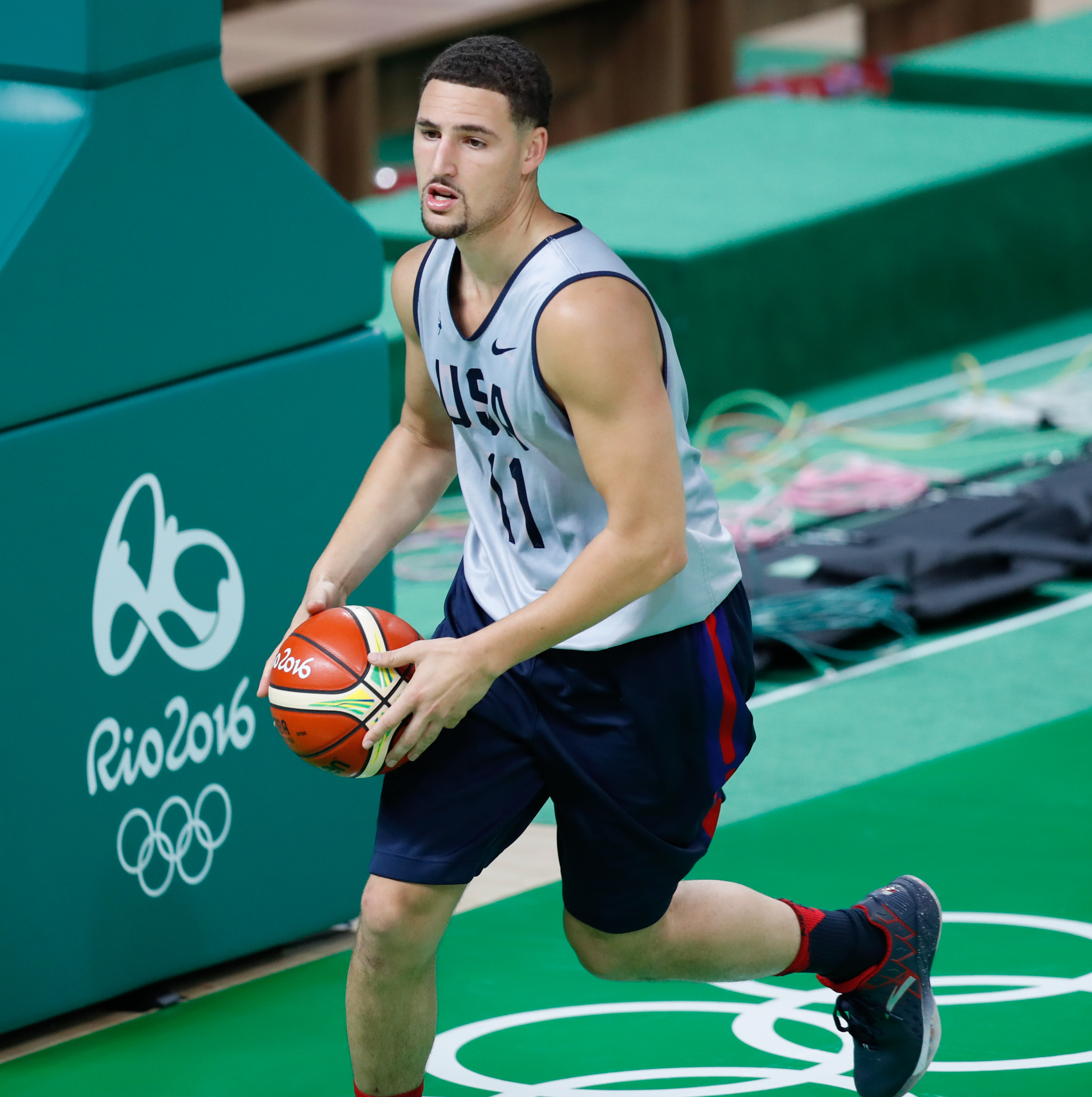
Thompson con USA Team en los JJOO de 2016.

En 2009 fue integrante de la selección júnior estadounidense que se proclamó campeona en el Mundial Sub-19.
Luego fue miembro de la selección absoluta de Estados Unidos que ganó el Mundial de 2014, celebrado en España y, dos años después, ganó también el oro en la cita olímpica de Río 2016.

## Estadísticas de su carrera en la NBA
|  | Líder de la liga                                 |
|  | Denota temporada en la que fue Campeón de la NBA |

### Temporada regular
| Año      | Equipo       | PJ  | PT  | MPP  | %TC  | %3P  | %TL   | RPP | APP | ROB | TPP | PPP  |
| -------- | ------------ | --- | --- | ---- | ---- | ---- | ----- | --- | --- | --- | --- | ---- |
| 2011-12  | Golden State | 66  | 29  | 24.4 | .443 | .414 | .868  | 2.4 | 2.0 | .7  | .3  | 12.5 |
| 2012-13  | Golden State | 82  | 82  | 35.8 | .422 | .401 | .841  | 3.7 | 2.2 | 1.0 | .5  | 16.6 |
| 2013-14  | Golden State | 81  | 81  | 35.4 | .444 | .417 | .795  | 3.1 | 2.2 | .9  | .5  | 18.4 |
| 2014-15  | Golden State | 77  | 77  | 31.9 | .463 | .437 | .879  | 3.2 | 2.9 | 1.1 | .8  | 21.7 |
| 2015-16  | Golden State | 80  | 80  | 33.3 | .470 | .425 | .873  | 3.8 | 2.1 | .8  | .6  | 22.1 |
| 2016-17  | Golden State | 78  | 78  | 34.0 | .468 | .414 | .853  | 3.7 | 2.1 | .8  | .5  | 22.3 |
| 2017-18  | Golden State | 73  | 73  | 34.3 | .488 | .440 | .837  | 3.8 | 2.5 | .8  | .5  | 20.0 |
| 2018-19  | Golden State | 78  | 78  | 34.0 | .467 | .402 | .816  | 3.8 | 2.4 | 1.1 | .6  | 21.5 |
| 2021-22  | Golden State | 32  | 32  | 29.4 | .429 | .385 | .902  | 3.9 | 2.8 | .5  | .5  | 20.4 |
| 2022-23  | Golden State | 69  | 69  | 33.0 | .436 | .412 | .879  | 4.1 | 2.4 | .7  | .4  | 21.9 |
| 2023-24  | Golden State | 77  | 63  | 29.7 | .432 | .387 | .927  | 3.3 | 2.3 | .6  | .5  | 17.9 |
| 2024-25  | Dallas       | 72  | 72  | 27.3 | .412 | .391 | .905  | 3.4 | 2.0 | .7  | .4  | 14.0 |
| Total    | Total        | 865 | 814 | 32.1 | .451 | .411 | .860  | 3.5 | 2.3 | .8  | .5  | 19.1 |
| All-Star | All-Star     | 5   | 1   | 20.4 | .379 | .379 | 1.000 | 5.0 | 3.4 | .4  | .0  | 12.6 |

### Playoffs
| Año   | Equipo       | PJ  | PT  | MPP  | %TC  | %3P  | %TL  | RPP | APP | ROB | TPP | PPP  |
| ----- | ------------ | --- | --- | ---- | ---- | ---- | ---- | --- | --- | --- | --- | ---- |
| 2013  | Golden State | 12  | 12  | 41.3 | .437 | .424 | .833 | 4.6 | 1.8 | 1.0 | .6  | 15.2 |
| 2014  | Golden State | 7   | 7   | 36.7 | .408 | .364 | .792 | 3.4 | 3.6 | 1.0 | .7  | 16.4 |
| 2015  | Golden State | 21  | 21  | 36.2 | .446 | .390 | .800 | 3.9 | 2.6 | .8  | .9  | 18.6 |
| 2016  | Golden State | 24  | 24  | 35.4 | .444 | .422 | .854 | 3.7 | 2.3 | 1.1 | .3  | 24.3 |
| 2017  | Golden State | 17  | 17  | 35.0 | .397 | .387 | .788 | 3.9 | 2.1 | .8  | .3  | 15.0 |
| 2018  | Golden State | 21  | 21  | 37.8 | .465 | .427 | .871 | 4.1 | 1.8 | .8  | .3  | 19.6 |
| 2019  | Golden State | 21  | 21  | 39.0 | .456 | .443 | .902 | 4.1 | 2.1 | 1.3 | .7  | 20.7 |
| 2022  | Golden State | 22  | 22  | 36.0 | .429 | .385 | .867 | 3.9 | 2.3 | 1.1 | .7  | 19.0 |
| 2023  | Golden State | 13  | 13  | 36.0 | .388 | .368 | .875 | 4.2 | 2.2 | .5  | .3  | 18.5 |
| Total | Total        | 158 | 158 | 36.9 | .436 | .405 | .845 | 4.0 | 2.2 | .9  | .5  | 19.2 |

### Récords de la NBA
- Más triples anotados en un partido (14) contra los Chicago Bulls (29/10/2018)
- Mayor cantidad de triples anotados consecutivamente (10) contra Los Angeles Lakers (21/01/2019)
- Más puntos anotados en un cuarto (37) contra Sacramento Kings (23/01/2015)
- Más tiros de campo anotados en un cuarto (13) contra Sacramento Kings (23/01/2015)
- Más triples intentados en un partido (24) contra Chicago Bulls (29/10/2018)
- Más triples anotados en un cuarto (9) contra Sacramento Kings (23/01/2015)
- Es el primer jugador en la historia de la NBA en lograr 500 triples en tan solo 3 años de carrera.

## Vida personal
Es hijo del exjugador de baloncesto y número 1 del draft de la NBA de 1978 Mychal Thompson (campeón de la NBA en dos ocasiones con Los Angeles Lakers), y hermano del también baloncestista Mychel Thompson y del jugador de béisbol de Los Angeles Dodgers Trayce Thompson.
Klay y su padre, Mychal, son una de las cinco parejas padre e hijo en ser campeones de la NBA junto con los Barry (Rick y Brent), los Walton (Bill, Luke), los Guokas (Matt Sr. y Matt Jr.), y los Payton (Gary y Gary II).
Klay es un buen jugador de ajedrez, e incluso ha jugado contra en campeón de mundo, Magnus Carlsen.
Mantuvo una relación con la actriz estadounidense Laura Harrier desde 2018 a 2020. También mantuvo relaciones sentimentales con la comediante Hannah Stocking (2014-2015), la jugadora de baloncesto Tiffany Suarez (2015), la estilista Carleen Henry (2015), la modelo Abigail Ratchford (2017), la actriz Eiza Gonzalez (2019), la modelo Kristen Evangeline (2022), y la rapera Megan Thee Stallion (2025).